# بوب بويل
بوب بويل (بالإنجليزية: Bob Boyle)‏ هو رسام رسوم متحركة أمريكي، ولد في القرن العشرين.

## وصلات خارجية
- بوب بويل على موقع IMDb (الإنجليزية)
- بوب بويل على موقع ميوزك برينز (الإنجليزية)